# Dětský autismus
Dětský autismus (nebo také pouze autismus) je historicky základní poruchou autistického spektra, je tedy i nejvíce popsána. Vzniká na neurobiologickém podkladě, jedná se o vrozenou poruchu některých mozkových funkcí.
Dětský autismus postihuje převážně chlapce (v poměru 3:1). Patří mezi komplexní vývojové poruchy. Podle množství a závažnosti symptomů rozlišujeme různé formy dětského autismu - dvěma základními typy je autismus nízkofunkční a vysokofunkční. Právě vysokofunkční autisté mají v budoucnu určitou šanci zařadit se mezi ekonomicky aktivní obyvatelstvo a vést docela normální život. K tomu je ale třeba vynaložit značné úsilí.

## Historie
Poprvé tuto poruchu popsal L. Kanner jako infantilní autismus v roce 1943 (odtud také další možný termín Kannerův syndrom). Podle dnešní mezinárodně uznávané klasifikace nemocí (MKN-10) je to "typ pervazivní vývojové poruchy, která je definovaná přítomností abnormálního a/nebo narušeného vývoje..."

## Symptomatické projevy
Aby mohl být jedinci diagnostikován dětský autismus, musí mít problémy v každé části tzv. autistické triády, kterými jsou:
- komunikace,
- sociální interakce,
- představivost.

Mohou se vyskytovat i další charakteristické projevy chování (často bizarní či odlišné od většinové společnosti), které matku většinou přivedou k hledání diagnózy pro dítě.
Dětský autismus se zpravidla projevuje před třetím rokem věku dítěte, abnormality v psychomotorickém vývoji jsou ale pozorovatelné již v 12-18 měsících. Diagnostika dětského autismu přitom probíhá bez ohledu na jakoukoli jinou přidruženou poruchu.
Symptomy jsou individuálně značně variabilní a mohou se projevovat dvěma způsoby. Buď je jedinec "odlišný" hned od narození, nebo se dítě vyvíjí normálně a až po určité době dochází k tzv. autistické regresi, kdy ztrácí naučené dovednosti, především schopnost komunikace, sociálního chování a případně i kognitivních schopností. Zároveň se může objevit specifické chování.

### Projevy v oblasti sociální interakce
Již v prvních týdnech si můžeme všimnout vyhýbání se očnímu kontaktu, dítě zůstává bez reakce na hlasy i tváře jeho blízkých, později chybí při odloučení od matky projev separační úzkosti.
V dalších letech je jedinec empaticky plochý, samotářský bez jakéhokoli zájmu o kontakt s lidmi, není schopen rozpoznat většinu sociálních signálů. Dalšími typickými projevy jsou stereotypní zájmy a rigidita.

### Projevy v oblasti komunikaci
Vývoj řeči je u osoby s dětským autismem vždy opožděný; bývají narušeny všechny složky řeči. Někteří jedinci se nenaučí mluvit vůbec. V prvním případě bývá řeč monotónní, bez emocí, s narušenou větnou stavbou. Časté jsou echolálie a záměny zájmen.

### Projevy v oblasti představivosti
Jedinec s dětským autismem vyžaduje pevný režim dne, rituály i uspořádání prostoru musí být co nejstálejší. Jakákoli změna bývá doprovázena nepochopením a následným pláčem, vztekem, úzkostí, až i sebepoškozováním.

### Nespecifické rysy
Mezi nespecifické projevy patří strach, poruchy spánku či příjmu potravy, agrese, sebepoškozování, záchvaty vzteku. Dále sem můžeme zařadit fascinaci pohybem, tleskání, odlišnou chůzi a upřednostňování periferního zrakového vnímání před přímým.

## Přidružené poruchy
Až v 75 % případů je k dětskému autismu přidružena mentální retardace, přičemž všechny stupně jsou zastoupeny téměř stejnou měrou. Dalšími poruchami mohou být syndrom fragilního X chromozomu a tuberkulózní skleróza, jejich výskyt u osob s dětským autismem se pohybuje nad deseti procenty.
Nejčastějším neurologickým onemocněním bývá u osob s autismem epilepsie.

## Prognóza dětského autismu
Prognóza osob s autismem je značně závislá na vrozených dispozicích týkajících se poruchy, dále na kvalitě rané péče a kvalitě vzdělávacího programu, do kterého je dítě zařazeno.
V období adolescence většinou dochází ke zlepšení jednotlivých projevů autismu, pouze u malé části adolescentů může dojít k jejich zhoršení či přidružení dalších poruch (epilepsie, psychiatrické potíže).
Dětský autismus kombinovaný s mentální retardací vyžaduje celoživotní péči, přičemž míra samostatnosti je dána mírou schopnosti přizpůsobit se prostředí.
Je důležité mít na paměti fakt, že někteří lidé s autismem nevědí o své poruše, anebo ji nemají diagnostikovanou. Jedná se především o starší generace, kdy se toho ještě o autismu mnoho nevědělo, a nebyl tedy tak často diagnostikován. Přesto i tito lidé potřebují speciální podmínky a péči, která jim často není dopřávána.